# Moenkhausia

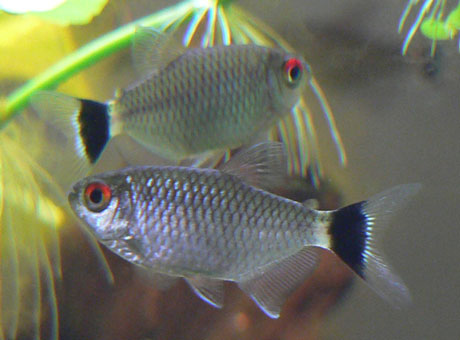
Moenkhausia sanctaefilomenae

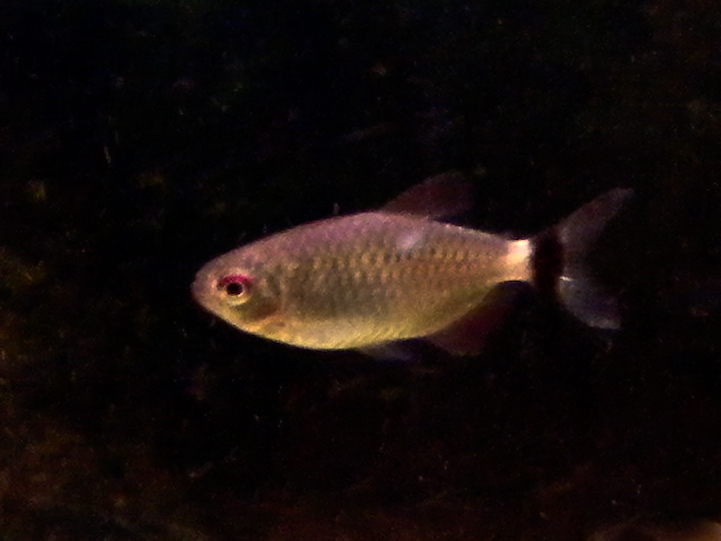
Moenkhausia sp.

Moenkhausia és un gènere de peixos de la família dels caràcids i de l'ordre dels caraciformes.

## Observacions
Moltes de les seues espècies són populars en aquariofília.

## Taxonomia
- Moenkhausia affinis (Steindachner, 1915)[3]
- Moenkhausia agnesae (Géry, 1965)[4]
- Moenkhausia atahualpiana (Fowler, 1907)[5]
- Moenkhausia australe (Eigenmann, 1908)
- Moenkhausia barbouri (Eigenmann, 1908)[6]
- Moenkhausia bonita (Benine, Castro & Sabino, 2004)[7]
- Moenkhausia browni (Eigenmann, 1909)[8]
- Moenkhausia ceros (Eigenmann, 1908)[6]
- Moenkhausia chrysargyrea (Günther, 1864)[9]
- Moenkhausia collettii (Steindachner, 1882)[10]
- Moenkhausia comma (Eigenmann, 1908)[6]
- Moenkhausia copei (Steindachner, 1882)[10]
- Moenkhausia cosmops (Lima, Britski & Machado, 2007)[11]
- Moenkhausia costae (Steindachner, 1907)[12]
- Moenkhausia cotinho (Eigenmann, 1908)[6]
- Moenkhausia crisnejas (Pearson, 1929)[13]
- Moenkhausia diamantina (Benine, Castro & Santos, 2007)[14]
- Moenkhausia dichroura (Kner, 1858)[15]
- Moenkhausia diktyota (Lima & Toledo-Piza, 2001)[16]
- Moenkhausia doceana (Steindachner, 1877)[17]
- Moenkhausia dorsinuda (Zarske & Géry, 2002)[18]
- Moenkhausia eigenmanni (Géry, 1964)[19]
- Moenkhausia georgiae (Géry, 1965)[20]
- Moenkhausia gracilima (Eigenmann, 1908)[6]
- Moenkhausia grandisquamis (Müller & Troschel, 1845)[21]
- Moenkhausia hasemani (Eigenmann, 1917)[22]
- Moenkhausia heikoi (Géry & Zarske, 2004)[23]
- Moenkhausia hemigrammoides (Géry, 1965)[20]
- Moenkhausia hysterosticta (Lucinda, Malabarba & Benine, 2007)[24]
- Moenkhausia icae (Eigenmann, 1908)[25]
- Moenkhausia inrai (Géry, 1992)[26]
- Moenkhausia intermedia (Eigenmann, 1908)[6]
- Moenkhausia jamesi (Eigenmann, 1908)[6]
- Moenkhausia justae (Eigenmann, 1908)[6]
- Moenkhausia lata (Eigenmann, 1908)[6]
- Moenkhausia latissima (Eigenmann, 1908)[25]
- Moenkhausia lepidura (Kner, 1858)[15]
- Moenkhausia leucopomis (Fowler, 1914)
- Moenkhausia levidorsa (Benine, 2002)[27]
- Moenkhausia lopesi (Britski & de Silimon, 2001)[28]
- Moenkhausia loweae (Géry, 1992)[26]
- Moenkhausia madeirae (Fowler, 1913)
- Moenkhausia margitae (Zarske & Géry, 2001)[29]
- Moenkhausia megalops (Eigenmann, 1907)[30]
- Moenkhausia melogramma (Eigenmann, 1908)[6]
- Moenkhausia metae (Eigenmann, 1922)[31]
- Moenkhausia miangi (Steindachner, 1915)[32]
- Moenkhausia moisae (Gery, Planquette & Le Bail, 1995)[33]
- Moenkhausia naponis (Böhlke, 1958)[34]
- Moenkhausia newtoni (Travassos, 1964)[35]
- Moenkhausia nigromarginata (Costa, 1994)[36]
- Moenkhausia ocoae (Fowler, 1943)
- Moenkhausia oligolepis (Günther, 1864)[9]
- Moenkhausia orteguasae (Fowler, 1943)[37]
- Moenkhausia ovalis (Günther, 1868)[38]
- Moenkhausia pankilopteryx (Bertaco & Lucinda, 2006)[39]
- Moenkhausia petymbuaba (Lima & Birindelli, 2006)[40]
- Moenkhausia phaeonota (Fink, 1979)[41]
- Moenkhausia pittieri (Eigenmann, 1920)[42]
- Moenkhausia pyrophthalma (Costa, 1994)[36]
- Moenkhausia rara (Zarske, Géry & Isbrücker, 2004)[43][44]
- Moenkhausia robertsi (Géry, 1964)[45]
- Moenkhausia sanctaefilomenae (Steindachner, 1907)[12]
- Moenkhausia schultzi (Fernández-Yépez, 1950)
- Moenkhausia shideleri (Eigenmann, 1909)[8]
- Moenkhausia simulata (Eigenmann, 1924)[46]
- Moenkhausia surinamensis (Géry, 1965)[20]
- Moenkhausia takasei (Géry, 1964)[47]
- Moenkhausia tergimacula (Lucena & Lucena, 1999)[48]
- Moenkhausia tridentata (Holly, 1929)[49]
- Moenkhausia xinguensis (Steindachner, 1882)[10][50][51][52][53][54][55][56]